# Артур Гауффе
Артур Гауффе (нім. Arthur Hauffe; 20 грудня 1892 — 22 липня 1944) — німецький воєначальник, генерал піхоти вермахту. Кавалер Лицарського хреста Залізного хреста.

## Біографія
Почав службу 25 квітня 1912 року. З початком Першої світової війни прийшов зі своїм полком на фронт. З 24 червня 1915 року служив батальйонним ад'ютантом в 29-му запасному полку. З 22 листопада 1915 року — заступник полкового ад'ютанта, вже з 29 листопада 1915 року — полковий ад'ютант. Переведений 7 грудня 1917 року в Генеральний штаб на посаду ординарця. Після війни залишився в армії і служив в різних штабах.
У 1943 році командував 46-ю піхотною дивізією, потім прийняв командування 13-м армійським корпусом. Під час Львівсько-Сандомирської наступальної операції Червоної армії не зумів підготуватися до відведення своїх військ, коли вони опинилися під загрозою оточення. Чекаючи його повернення з 20 по 22 липня 1944, командування 13-м армійським корпусом прийняв генерал-лейтенант Вольфганг Ланге. Був захоплений радянськими військами в полон 22 липня 1944 року і загинув в той же день, наступивши на міну під час маршу.

## Нагороди
- Залізний хрест 2-го і 1-го класу
- Орден Церінгенського лева, лицарський хрест 2-го класу з мечами
- Орден Альберта (Саксонія), лицарський хрест 2-го класу з мечами
- Орден дому Саксен-Ернестіне, лицарський хрест 2-го класу з мечами
- Ганзейський Хрест (Гамбург)
- Почесний хрест ветерана війни з мечами
- Медаль «За вислугу років у Вермахті» 4-го, 3-го, 2-го і 1-го класу (25 років)
- Застібка до Залізного хреста 2-го і 1-го класу
- Орден Михая Хороброго 3-го класу (Румунське королівство, 14 жовтня 1941)
- Медаль «За зимову кампанію на Сході 1941/42»
- Лицарський хрест Залізного хреста (25 липня 1943)
- Німецький хрест в золоті (11 квітня 1944)